# Hermann Ammon

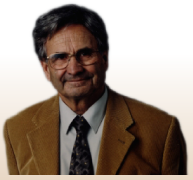
Hermann Ammon

Hermann Philipp Theodor Ammon (* 24. Januar 1933 in Nürnberg) ist emeritierter Professor für Pharmakologie und Toxikologie, Naturwissenschaftler am Pharmazeutischen Institut der Universität Tübingen und der Herausgeber der 9. Auflage des Pharmazeutischen Wörterbuches „Hunnius“.
Ammon ist seit 1963 mit der Apothekerin Helga Ursula Ammon geb. Grummt verheiratet und hat zwei Töchter.

## Leben und Ausbildung
Von 1939 bis 1943 ging Ammon in Fürth an die Volksschule. Anschließend besuchte er die Oberrealschule, wo er 1952 das Abitur ablegte. Von 1952 bis 1954 war er als Apothekenpraktikant tätig, dann begann er das Studium der Pharmazie an der Universität Erlangen und wurde 1955 Mitglied der musischen Studentenverbindung AMV Fridericiana Erlangen. 1958 schloss Ammon das Pharmaziestudium ab, hatte aber bereits 1955 ein Medizinstudium aufgenommen, das er 1962 abschloss. 1963 wurde er zum Dr. med. promoviert.

## Beruflicher Werdegang
Von 1965 bis 1970 war Ammon als wissenschaftlicher Assistent am Pharmakologischen Institut der Universität Erlangen-Nürnberg tätig. Währenddessen habilitierte er für das Fach Pharmakologie und Toxikologie. Anschließend war er für 17 Monate Stipendiat der Paul Martini Stiftung für ein Aufenthalt an der Harvard-Universität in Boston.
1971 wurde Ammon Oberassistent am Pharmakologischen Institut an der Universität Erlangen. Zwei Jahre später wurde er vorzeitig zum außerplanmäßigen Professor ernannt. 1974 ging er an die Universität Tübingen und wurde dort wissenschaftlicher Rat und Professor für Pharmakologie und Toxikologie im Fachbereich Pharmazie.  Nach zwei Jahren wurde er zum ordentlichen Professor am Lehrstuhl Pharmakologie für Naturwissenschaftler.
Von 1984 bis 2001 war Ammon – mit Unterbrechung von 1989 bis 1993 – abwechselnd stellvertretender und geschäftsführender Direktor des Pharmazeutischen Instituts der Universität Tübingen.
Danach folgte 2001 die Emeritierung.
Insgesamt veröffentlichte Ammon über 220 wissenschaftliche Arbeiten und Übersichtsarbeiten.

## Hunnius
Zusammen mit anderen Autoren und Mitarbeitern sowie der Redaktion im Verlag de Gruyter hat er über 30.000 Stichwörter des Hunnius überprüft, neu bearbeitet und auf den aktuellen Stand gebracht.
Dabei stand die ursprüngliche Idee und Absicht von Curt Hunnius noch immer im Vordergrund: Ein kompaktes Nachschlagewerk für alle Bereiche der Pharmazie, das einen schnellen Zugriff im pharmazeutischen Alltag, in der Apotheke oder Praxis und in der pharmazeutischen Ausbildung ermöglicht.

## Ehrungen
- 1970–1971: Stipendium der Paul-Martini-Stiftung zur Förderung der klinischen Pharmakologie
- 1992: Goldmedaille der Landesapothekerkammer Baden-Württemberg
- 1997: Phönix-Pharmazie Wissenschaftspreis
- 1999: Verdienstkreuz am Bande der Bundesrepublik Deutschland
- 2000: Max Lesmüller Medaille der Bundesapothekerkammer
- 2011: Heinz Bürger Büsing Diabetes Forschungspreis